# سوخوي سو-47
سوخوي أس يو-47 النسر الذهبي (بالروسية: Су-47 Беркут) (بالإنكليزية: Su-47 Berkut Golden Eagle)، (لقب تعريف الناتو "فركن"، بالإنكليزية Firkin) كذلك عرفت ب (أس-32) و (أس-37) خلال مراحل التطوير الابتدائية. وهي طائرة اختبارية من تصميم شركة سوخوي، ما يميزها أجنحتها المتقدمة نحو الأمام، النموذج الأولي الوحيد الذي أنتج هو لأغراض الاختبار التقني فقط، البعض يسمي هذه الطائرة خطأ سوخوي سو-37 التي بدورها طائرة تختلف اختلافًا كليًّا عن سوخوي-47.

## التطوير

مخطط سوخوي 47

قامت شركة سوخوي بتطوير سوخوي أس يو-47 التي كانت تعرف ب اس-37 وقد عرفت الطائرة أول طيران لها في سبتمبر 1997. بالإضافة إلى الأجنحة المتقدمة التي تميز شكل الطائرة، فهي تستعمل أيضا ضوابط إيروديناميكية غير مستقرة. أنهت سوخوي أس يو-47 أول مرحلة من تجارب الطيران في ديسمبر 2001، وقد اختيرت شركة سوخوي متعاقدًا أسياسيًّا للطائرات المقاتلة الروسية للجيل اللاحق ضمن برنامج (باك أف أي)(PAK FA) الذي سيقوم بتطوير سوخوي اس يو-47 ولكن بدون الأجنحة المتقدمة.

## المناورة والأجنحة
للسوخوي اس يو-47 قدرة فائقة على المناورة عندما تطير الطائرة بسرعة أقل من سرعة الصوت بما يسمح بتغير مسار الطائرة وزاوية الهجوم بسرعة كبيرة، كما أن الطائرة تحتفظ بقدرة كبيرة في المناورة حتى عندما تطير بسرعة أكبر من سرعة الصوت.
إن أقصى نسبة للدوران أو الميلان للأعلى أو الأسفل ضمن حدود السرعة اللازمة لإطلاق الأسلحة، هو من العوامل المهمة في حسابات معارك التفوق الجوي، وهذا ما يميز ال سوخوي اس يو-47 التي لها مستويات عالية في المناورة مع الاحتفاظ بتحكم واستقرارية الطائرة عند مختلف زوايا الهجوم.
حيث تتجلى أهمية (أقصى نسبة للدوران) في المعارك القريبة المدى وكذالك المتوسطة والبعيدة، إذ عندما تتطلب المهمة الاشتباك مع أهداف ضمن قطاعات جوية مختلفة وعلى التوالي فأن نسبة الدوران العالية للسوخوي-47 تسمح للطيار بتغير مسار المقاتلة بسرعة باتجاه الهدف اللاحق والبدء بعملية إطلاق الاسلحة.
إن الأجنحة المتقدمة لها الأفضلية على الأجنحة المتأخرة إذا ما قورنت على نفس المساحة فهي تزيد من نسبة قوة الرفع والسحب، كما إن لها مناورة أعلى عند معارك ال (DogFight) فضلا على أن الأجنحة المتقدمة تقوم بتحسين استقرارية الطائرة عند زوايا الهجوم العالية كما ذكر وتسمح للطائرة بالإقلاع من مسافة صغيرة وكذلك الهبوط على مسافات قصيرة.

## قمرة القيادة ومقدمة الطائرة
صممت قمرة القيادة بحيث انها توفر درجة عالية من الراحة للطيار كما توفر للطيار القدرة على التحكم بالطائرة عند القيام بمناورات قوية أو شديدة. زودت الطائرة بنظام جديد لقذف المقعد (Ejection seat) ونظام دعم الحياة (Life support system) الذي يقلل قوة الصدمة على الطيار.
إن مقدمة الطائرة ذات شكل بيضوي والغطاء الخارجي للطائرة مصنوع من صفائح الألمنيوم والتيتانيوم عدا 13% من الوزن مصنوع من مواد مركبة.

## المستخدمون
روسيا
- القوات الجوية الروسية

## خصائص عامة
أرقام من موقع فلاي ميغ
- الطاقم واحد
- الطول 22.6 م (72.9 قدم)
- العرض (مسافة بين الاجنحة) 16.7 م (74 فدم)
- الارتفاع 5.9 م (19.3 قدم)
- مساحة الجناح 62 ²م [3]
- الوزن وهي فارغة 16,375 كغم
- الوزن وهي محملة 26,000 كغم
- أقصى وزن للإقلاع 34,000 كغم

## الأداء
- أقصى سرعة 2.34 ماك (2,500 كلم\ساعة)
- مدى الطائرة 3,300 كلم
- أقصى مدى غير معلوم
- نسبة التسلق (عموديا) 233 م\ثا

## التسليح
- مدفع رشاش واحد 30 ملم مع 150 أطلاقة
- صواريخ: 14 صاروخ (2 عند أطراف الاجنحة،6-8 تحت الاجنحة،4-6 تحت جسم ومقدمة الطائرة)
  - جو جو: أر-77, أر-77 بي دي، أر-73, كي-74
  - جو أرض: أكس-29 تي، أكس-29 أل، أكس-59 أم، أكس-31 بي، أكس-31 أي، كاي اى بي-500, كاي اى بي-1500